# Great Hucklow
Great Hucklow est une paroisse civile et un village du Derbyshire, en Angleterre.